# Edwin van Northumbria
Edwin van Northumbria (ca. 584 – 12 oktober 632/633) was koning van Northumbria van ongeveer 616 tot zijn dood. Hij bekeerde zich tot het christendom en werd in 627 gedoopt.
Nadat hij was gevallen in de slag bij Hatfield Chase werd hij beschouwd als heilige en martelaar.

## Familie
Edwins vrouw was Aethelburh en zijn zonen heetten Osfrith en Eadfrith. Eanfled was hun dochter.

## Northumbria
Over Edwins bezigheden voor 625 is weinig bekend.
Raedwald van East Anglia, die Aethelfrith had verslagen, hielp Edwin op de troon van Northumbria. Edwin verdreef Ceretic uit Elmet. Dit was het begin van een enorme groei van Northumbria onder Edwin.
Beda merkt op dat het land in die tijd zeer vredig was en dat Edwin een standaard voerde lijkend op die van de Romeinse keizers. Ook vermeldt hij dat Edwin het eiland Man veroverde, evenals Anglesey. De meeste Angelsaksische koningen uit zijn tijd erkenden hem als meerdere, en als zodanig wordt hij beschouwd als Bretwalda.
In 626 stuurde koning Cwichelm van de West Saksen een moordenaar naar Edwins hof, maar de aanslag werd voorkomen en Edwin begon een strafexpeditie tegen Wessex. Hij zou toen vijf koningen hebben verslagen.

## Bekering
Volgens de geschiedschrijver Beda kreeg Edwin interesse in het christendom dankzij een visioen dat hij had gezien aan het hof van Raedwald. In 626 liet hij zijn dochter Eanfled dopen. Een brief van paus Bonifatius V overtuigde hem verder en hij liet zichzelf, zijn familie en een aantal edelen dopen in York op 12 april, Paasdag van het jaar 627. Onder zijn invloed bekeerde ook Eorpwald van East Anglia zich.

## Cadwallon en Penda
Vermoedelijk verenigden het heidense Mercia onder Penda en het christelijke Gwynedd onder Cadwallon zich uit vrees voor de expansie van Northumbria. Cadwallon wilde het Engelse ras uit Brittannië verdrijven. Er volgde op 12 oktober 633 (mogelijk 632) een strijd op de vlakte van Haethfelth (algemeen wordt aangenomen dat het om de Slag bij Hatfield Chase gaat). Edwin werd met zijn zoon Osfrith verslagen. Eadfrith, zijn andere zoon, gaf zich aan Penda over, maar die liet hem later vermoorden. Edwins weduwe Aethelburh vluchtte met de missionaris van Northumbria Paulinus en haar kinderen naar Kent en Northumbria brak uiteen in Deira en Bernicia. Cadwallon versloeg zowel Osric van Deira als Eanfrith van Bernicia (op diens vredesmissie, vergezeld door slechts twaalf man), de opvolgers van Edwin. Eanfrith werd opgevolgd door zijn broer Oswald Lamnguin (wit lemmet). Oswald doodde zelf Cadwallon in de Slag van Ca(n)tscaul (vaak Heavenfield genoemd) in Denisesburna (ten zuiden van Hexham). De hoop op een Britse opleving onder leiding van Gwynedd was hiermee vervlogen. Oswalds opvolger versloeg Penda.

## Edinburgh
Edwin zou de stichter zijn geweest van de Schotse hoofdstad Edinburgh, die naar hem is genoemd.
- Gemeinsame Normdatei: 102450137
- International Standard Name Identifier: 0000 0004 4716 1282
- Library of Congress Control Number: n83177778
- Nationale bibliotheek van Australië: 36048137
- Trove: 1201263
- Virtual International Authority File: 201378149
- WorldCat: E39PBJtX4DYHw9xHFYxJ73cpT3